# Zhang Shankun
En una onomàstica xinesa Zhang es el cognom i Shankun el prenom.
Zhang Shankun (xinès simplificat: 張善琨) (Wuxing 1905 - 1957) Director i productor de cinema xinès. Un dels primers empresaris cinematogràfics de la Xina amb la creació i direcció de diverses productores i distribuïdores de cinema.

## Biografia
Zhang Shankun va néixer a finals de la dinastia Qing, l'any 1905 a Wuxing, província de Zhejiang (Xina) en una família de comerciants adinerats.
Va assistir a l'escola secundària a Nanjing i es va graduar a l'Escola Pública de Shanghai Nanyang (predecessora de la Universitat Jiao Tong). Abans d'entrar en el sector del cinema, va treballar com a director de publicitat per a una empresa de tabac, i després amb el magnat empresarial Huang Chujiu propietari d'uns grans magatzems. Posteriorment va ocupar el càrrec de director de publicitat de Fuchang Tobacoo Company i va participar en la direcció del Great World Amusement Park.
Va morir al Japó el 7 de gener de 1957.

### Productor
Zhang va desenvolupar una considerable activitat com a productor. El 1934 va fundar la productora Xinhua Film Company (新华影业公司), que va competir amb les grans productores del moment, Lianhua i Minxing. La primera pel·lícula històrica de Xinhua va ser "La llegenda de l'ovella vermella" que es va completar a principis de 1935. La pel·lícula era una adaptació d'una obra de l'Òpera de Pequín sobre la rebel·lió dels Taiping i la va dirigir Yang Xiaozhong.
El 1936 va comprar els equipaments de la Diantong Company i després de la batalla de Shanghai el 1937, Xinhua va continuar sent l'única gran productora encara activa dins en el que es va conèixer com "l'Illa Solitària" del període del cinema xinès (en el qual les concessions estrangeres de Shanghai eren una "illa" dins del " mar" de l'ocupació japonesa). El 1938, Xinhua es va dividir en dues filials, Huacheng i Huaxin i el 1939 Zhang va incorporar Xinhua a una empresa de propietat nord-americana anomenada "Zhongguo Lianhe" o "China United Pictures. Com a resultat Xinhua va aconseguir produir vint-i-quatre pel·lícules només el 1939, convertint-la en la companyia de producció més gran de Shanghai.
El 10 d'abril de 1942, Xinhua es va incorporar a un grup controlat pels japonesos, amb China United Studios Co., Ltd. (coneguda com a "China United") i 11 companyies més, on Zhang va exercir com a director general sota el control del productor japonès Kawakita Nagamasa. El maig de 1943, la "China United Company" es va dissoldre i el president de la República de la Xina, Wang Jingwei va crear la "China Film Joint Stock Company" (coneguda com a "China Film"), amb Zhang Shankun com a director general adjunt i director del departament de producció.
La cooperació de Zhang Shankun amb els japonesos va provocar la seva detenció per part del govern del Guomindang i més tard els japonesos també el van detenir per falta de lleialtat.
Al final de la guerra final de la guerra amb els japonesos, Zhang com molts altres directors i productors, va marxar a Hong Kong, fet que es va interpretar com que estaven treballant sota el control dels japonesos i van ser acusats de traïdors.
Establert al Hong Kong, el 1946, va anar a Gran Bretanya, França, els Estats Units i altres països per estudiar la indústria cinematogràfica i el 1951 va ajudar a la creació de la Hong Kong Wing Wah Film Company, que va produir pel·lícules com "24 Hours of Marriage", "Singing on a Rainy Night" i "Slut's Heart". El 1952, la Xinhua Film Company va ser traslladada a Hong Kong i va produir pel·lícules com "The Moon Bends over Jiuzhou", "Qiu Jin", "Peach Blossom River" i el primer llargmetratge en color de Hong Kong "Begonia Red".

### Director
Zhang també va fer algunes actuacions com a director o co-director en pel·lícules com 明末遺恨 (1936) , Lady Balsam's Conquest i Lady Balsam's Conquest Part II del 1955 codirigides amb Wen Yi. També el 1955 va codirigir amb Wen YI una adaptació de la novel·la d'Alexandre Dumas fill, "La dama de les camèlies" Amb Tian Ling Wang va codirigir "Songs of the Peach Blossoms River" (1956).

## Filmografia destacada
Les diferents companyies creades per Zhang van produir una quantitat important de films, primer a Shanghai i un cop finalitzada la guerra, a Hong Kong.
De la seva primera etapa es poden destacar diverses pel·lícules produïdes per la seva productora Xinhua Film Company: 

##### Diao Chan
“Diao Chan” del 1938 es una adaptació del Romanç dels Tres Regnes de Luo Guanzhong del segle xiv, una novel·la històrica xinesa sobre els esdeveniments en els turbulents anys del final de la dinastia Han i l'inici de l'era dels Tres Regnes. Es centra en el personatge femení, Diaochan que va ser una de les quatre belleses de l'antiga Xina. Amb guió i direcció de Bu Wancang produïda en plena segona guerra sino-japonesa, va tenir un gran èxit. La pel·lícula, un fastuós drama de vestuari històric, va representar una mena de renaixement de la cinematografia xinesa a Shanghai després de l'ocupació de la ciutat per les forces japoneses. L'èxit de Diao Chan va permetre una producció important de pel·lícules de guerra dels estudis xinesos durant el període anomenat "L'illa Solitària" de finals dels anys trenta i principis dels anys quaranta.
Zhang pretenia convertir aquesta pel·lícula en una pel·lícula de “defensa nacional solemne i commovedora” i estimular les consciencies nacionals de la població. La pel·lícula va ser subtitulada a l’anglès i enviada als Estats Units, on el novembre de 1938 es va projectar a Nova York.

##### Mulan Joins the Army
Produida el 1939, "Mulan Joins the Army" (木兰从军), és una pel·lícula de guerra històrica xinesa realitzada com una comèdia musical. Dirigida per Bu Wancang, explica la història d'una dona jove que es disfressa d'home per tal d'ocupar el lloc del seu pare a l'exèrcit. Zhang va d'haver de fer un acord amb les autoritats japoneses per distribuir la pel·lícula a les zones ocupades.
També cal destacar la seva participació en el primer llargmetratge d'animació xinés.

##### Tie Shan Gongzhu
Tie Shan Gongzhu (xinès tradicional: 鐵扇公主), literalment Princesa ventall de ferro), La pel·lícula es basa en un episodi de la novel·la Viatge a l'Oest. Va ser realitzada a Xangai durant l'ocupació japnesa, en condicions difícils durant la Segona Guerra Mundial, per Wan Guchan i Wan Laiming (els germans Wan), i es va estrenar l'1 de gener del 1941. Zhang va proporcionar la financiació i va negociar l'estrena al Japó, amb materials proporcionats per Kawakita Nagamasa, de la Zhonghua Dianying Gongsi.